# Liste de personnalités liées à Vesoul
La liste de personnalités liées à Vesoul répertorie les personnalités ayant un rapport avec Vesoul, préfecture du département de la Haute-Saône soit parce qu'elles y sont nées, décédées, y ont vécu ou travaillé.
La ville a notamment vu naître et travailler un nombre importants d'hommes politiques, considérant son statut de chef-lieu et de sièges d'instances administratives et politiques. De même, des artistes, dont des peintres, sculpteurs, acteurs et musiciens ont vu le jour à Vesoul. D'autres illustres personnalités sont nées ou ont travaillé à Vesoul tels que des écrivains, poètes et journalistes. On recense également des sportifs de haut-niveau qui sont liés à la ville. La commune a également des liens avec des ingénieurs et autres savants. Enfin, durant les périodes de guerre, la ville a connu de nombreux résistants et militaires décorés.
Parmi les personnalités vésuliennes les plus réputées, on peut notamment citer l'artiste Jean-Léon Gérôme, le résistant Raymond Aubrac, le pilote Stéphane Peterhansel, l'actrice Edwige Feuillère et l'ingénieur Édouard Belin.
Certaines de ces personnalités ont par ailleurs été nommées Citoyen d'honneur de la ville de Vesoul.

## Liste de personnalités par domaine

### Hommes politiques

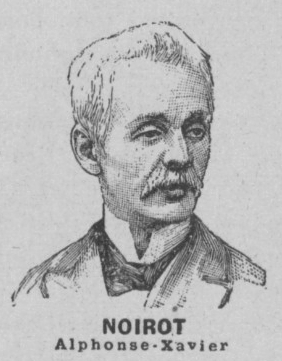
Alphonse Noirot
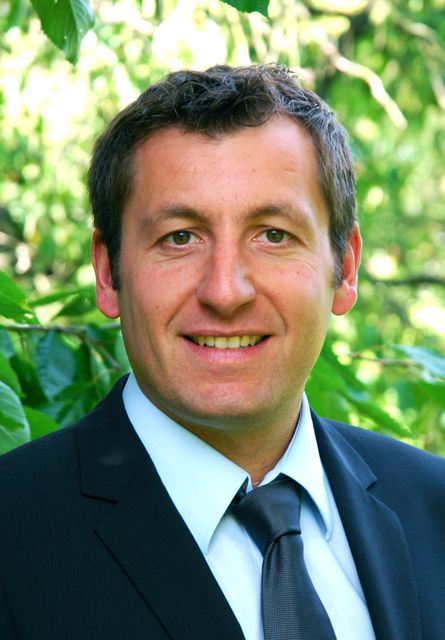
Alain Chrétien
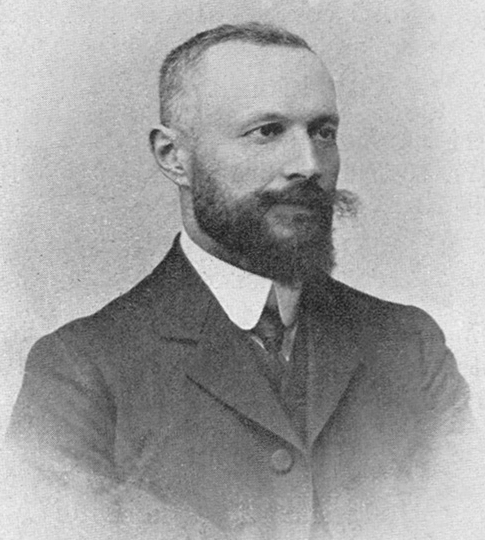
Paul Morel
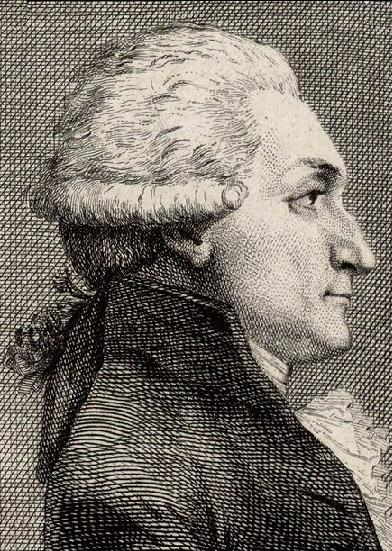
Pierre Antoine Durget

| Nom                           | Lieu de naissance     | Année de naissance | Lieu de décès              | Année de décès | Statut, fonction                                            |
| ----------------------------- | --------------------- | ------------------ | -------------------------- | -------------- | ----------------------------------------------------------- |
| Serge Beltrame                | Vesoul                | 1944               |                            |                | Député et conseiller général                                |
| Alain Chrétien                | Vesoul                | 1975               |                            |                | Député de la Haute-Saône et maire de Vesoul                 |
| Sébastien Courcelle           | Vesoul                | 1815               | Paris                      | 1903           | Député de la Haute-Saône                                    |
| Jean-Charles Guerrin          | Vesoul                | 1806               | Vesoul                     | 1885           | Député de la Haute-Saône                                    |
| Jean-Paul Mariot              | Vesoul                | 1948               |                            |                | Homme politique                                             |
| Alphonse Noirot               | Vesoul                | 1833               | Paris                      | 1889           | Homme politique et avocat. Maire de Vesoul de 1870 à 1877.  |
| Charles Reibel                | Vesoul                | 1882               | Paris                      | 1956           | Député et sénateur                                          |
| Antoine de Mailly             | Vesoul                | 1742               | Franchevelle               | 1819           | Parlementaire et maire de Vesoul de 1801 à 1810             |
| Claude Alexis Cochard         | Vesoul                | 1743               | Vesoul                     | 1815           | Homme politique et juriste                                  |
| Jacques Bardenet              | Vesoul                | 1754               | Vesoul                     | 1833           | Homme politique et militaire français                       |
| Georges Genoux-Prachée        | Vesoul                | 1794               | Vesoul                     | 1846           | Député de la Haute-Saône                                    |
| Harold Fachard                | Vesoul                | 1846               | Vesoul                     | 1934           | Député de la Haute-Saône et maire de Vesoul de 1902 à 1904  |
| Gustave Chaudey               | Vesoul                | 1817               | Paris                      | 1871           | Magistrat et homme politique                                |
| Jean-Baptiste Noirot          | Vesoul                | 1795               | Vesoul                     | 1863           | Député de la Haute-Saône                                    |
| Pierre Petitperrin            | Vesoul                | 1768               | Vesoul                     | 1832           | Député de la Haute-Saône                                    |
| Nicolas Galmiche              | Vesoul                | 1761               | Vesoul                     | 1833           | Député de la Haute-Saône                                    |
| Pierre Antoine Durget         | Vesoul                | 1745               | Vesoul                     | 1817           | Député de la Haute-Saône                                    |
| Paul Morel                    | Vesoul                | 1886               | Lagny-sur-Marne            | 1933           | Sous-secrétaire d'État et maire de Vesoul de 1908 à 1933    |
| Alfred Zengerlin              | Vesoul                | 1869               | Vesoul                     | 1957           | Militant et syndicalisme communisme                         |
| Anatole Billerey              | Vesoul                | 1759               | Fresne-Saint-Mamès         | 1850           | Député de la Haute-Saône                                    |
| Harold Portalis               | Vesoul                | 1841               | Orléans                    | 1917           | Homme politique                                             |
| Pierre Chantelat              | Besançon              | 1923               | Vesoul                     | 2011           | Député de la Haute-Saone et maire de Vesoul de 1977 à 1989. |
| Claude Ferdinand Bobillier    | Les Gras              | 1763               | Vesoul                     | 1839           | Député de la Haute-Saône                                    |
| Jean Tortey                   | Renaucourt            | 1915               | Vesoul                     | 1985           | Syndicaliste                                                |
| Marcellin Carraud             | Besançon              | 1909               | Vesoul                     | 1988           | Sénateur de la Haute-Saône                                  |
| Claude-Bonaventure Vigneron   | Genevreuille          | 1750               | Vesoul                     | 1832           | Juriste et homme politique                                  |
| Pierre Vayron                 | Vieillespesse         | 1752               | Vesoul                     | 1825           | Député du Cantal                                            |
| Vincent Ébaudy de Rochetaillé | Langres               | 1744               | Vesoul                     | 1832           | Député de la Haute-Saône                                    |
| René Owona                    | Yaoundé               | 1936               | Vesoul                     | 2004           | Ancien ministre du gouvernement au Cameroun                 |
| Yves Krattinger               | Boult                 | 1948               |                            |                | Sénateur                                                    |
| Jean-Xavier Bureau de Pusy    | Port-sur-Saône        | 1750               | Gênes                      | 1806           | Homme politique, créateur des départements français         |
| François Michel Courtot       | Noroy-le-Bourg        | 1757               | Besançon                   | 1816           | Homme politique, juge au tribunal de Vesoul                 |
| Antoine Villedieu             | Lure                  | 1989               |                            |                | Homme politique, conseiller municipal à Vesoul              |
| Claude-Antoine Bolot          | Gy                    | 1742               | La Chapelle-Saint-Quillain | 1812           | Magistrat et homme politique, avocat à Vesoul               |
| Georges Cogniot               | Montigny-lès-Cherlieu | 1901               | Gagny                      | 1978           | Homme politique qui a étudié à Vesoul                       |
| Maurice Bazin                 | Demangevelle          | 1893               | Saint-Yle                  | 1944           | Homme politique qui a étudié à Vesoul                       |
| Philippe d'Argenlieu          | Bordeaux              | 1892               | Coulongé                   | 1977           | Homme politique qui a étudié à Vesoul                       |
| Victor Genoux-Prachée         | Vy-les-Lure           | 1854               | Luxeuil-les-Bains          | 1924           | Homme politique qui a étudié à Vesoul                       |

### Sportifs

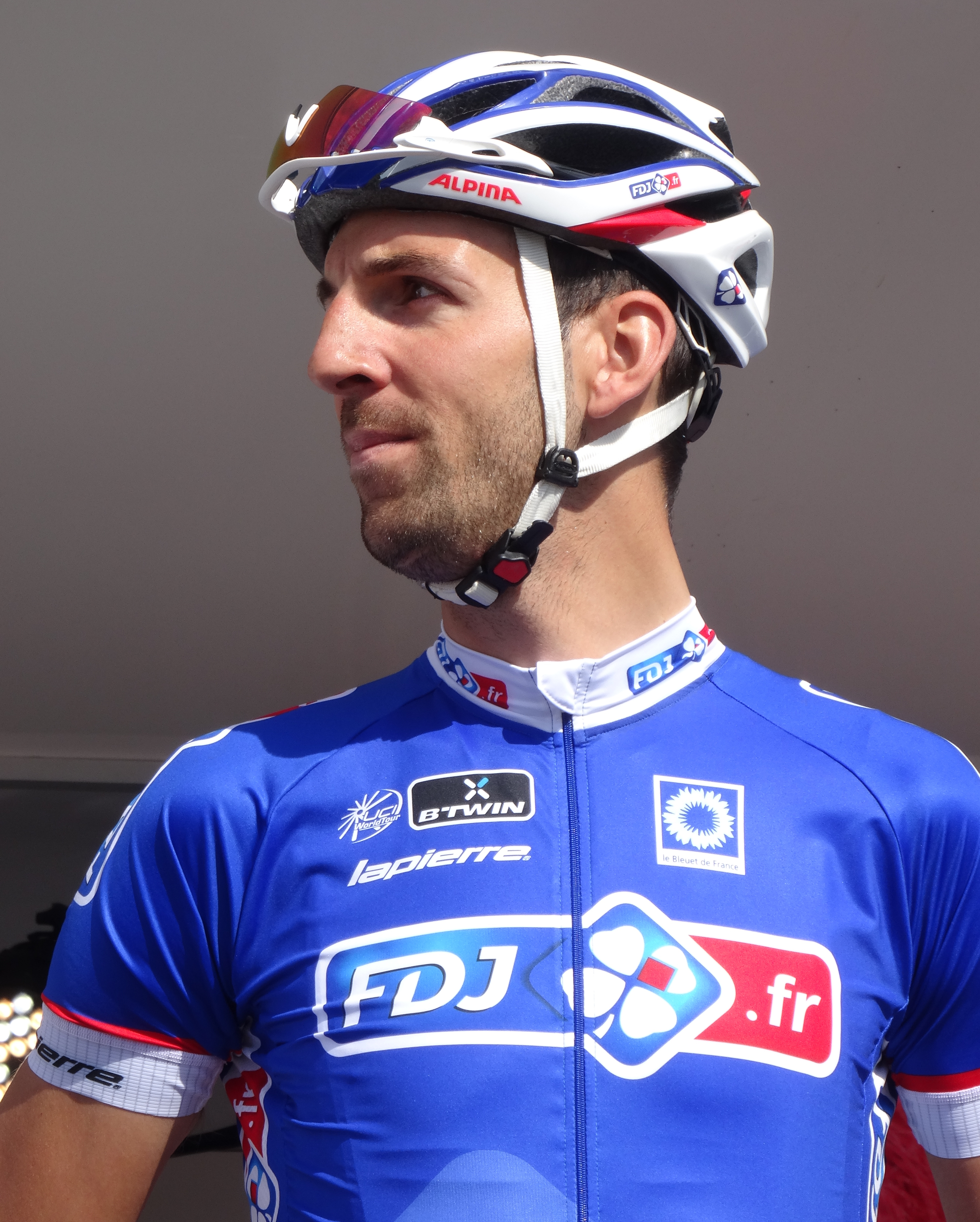
Laurent Mangel
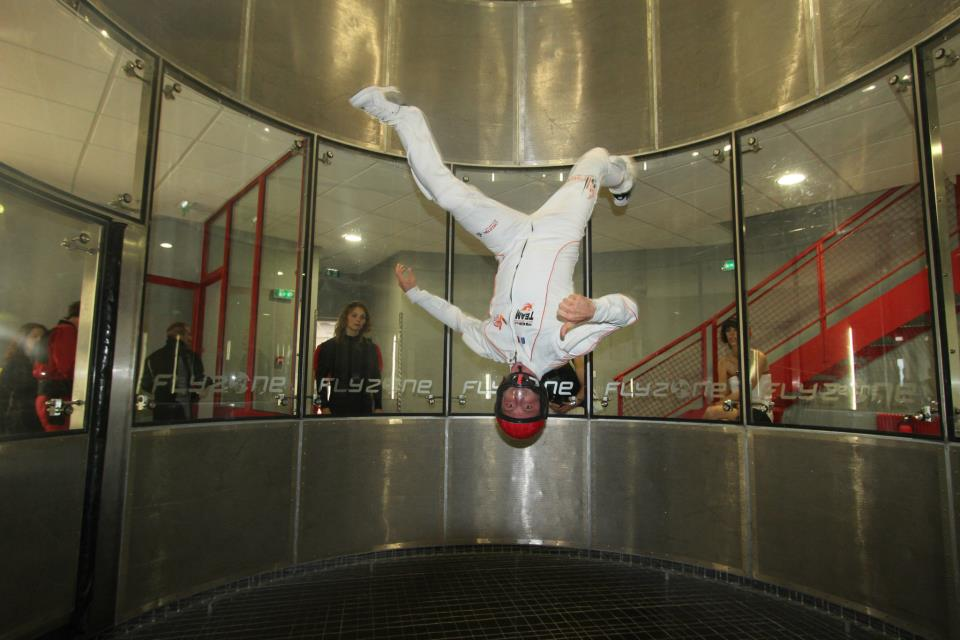
Édouard Henry
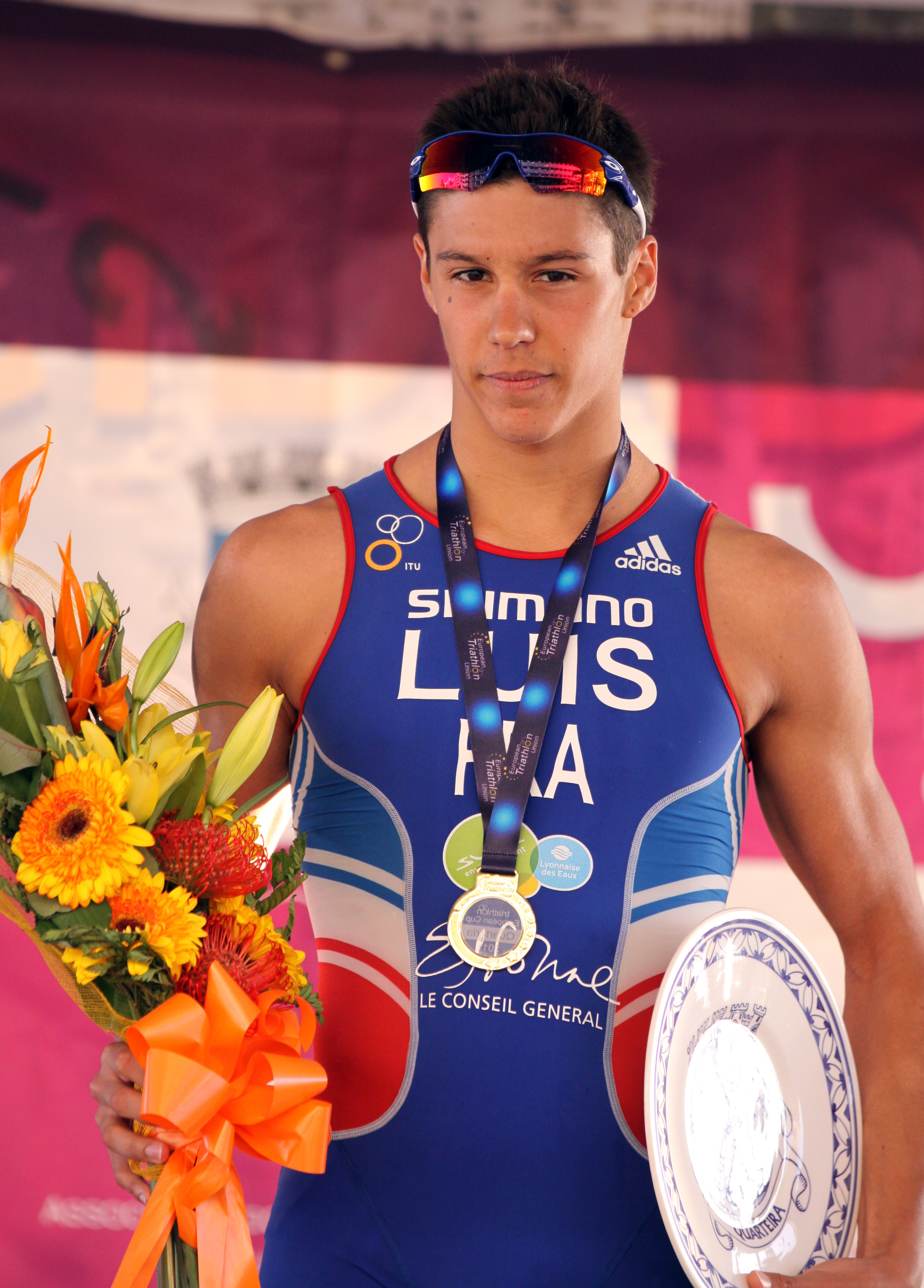
Vincent Luis
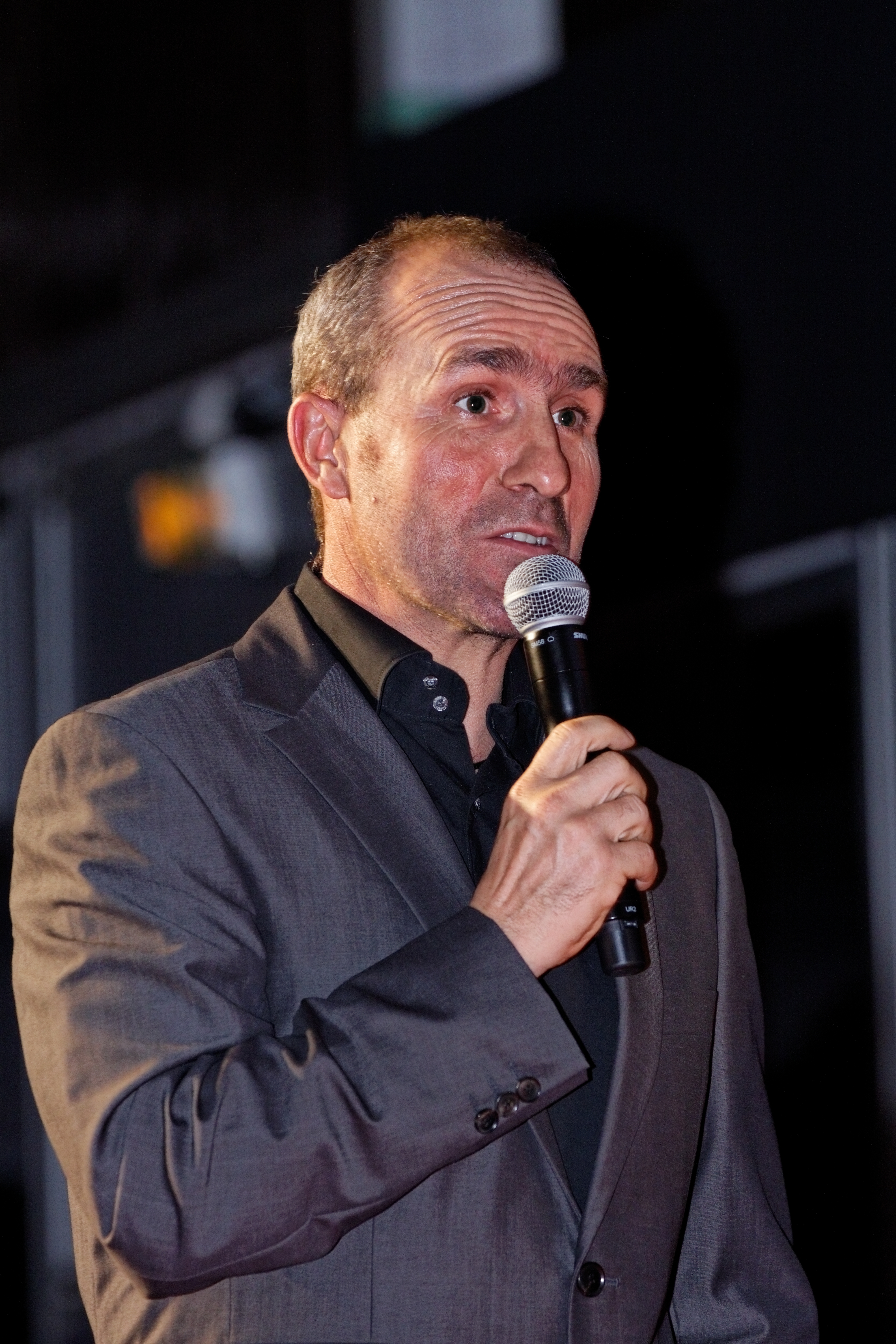
Stéphane Peterhansel

#### Athlètes
| Nom               | Lieu de naissance | Année de naissance | Lieu de décès | Année de décès | Statut, fonction                                                                           |
| ----------------- | ----------------- | ------------------ | ------------- | -------------- | ------------------------------------------------------------------------------------------ |
| Robert Schurrer   | Vesoul            | 1890               | Strasbourg    | 1972           | Athlète spécialiste du sprint, membre du relais 4 x 400 m, 2e aux Jeux olympiques de 1912. |
| Emmanuel Front    | Vesoul            | 1973               |               |                | Athlète professionnel spécialiste du 400 mètres.                                           |
| François Châtelet | Vesoul            | 1939               |               |                | Athlète professionnel spécialiste du 800 mètres puis entraîneur.                           |
| Julien Casoli     | Vesoul            | 1982               |               |                | Athlète paralympique                                                                       |
| Vincent Luis      | Vesoul            | 1989               |               |                | Triathlète professionnel                                                                   |

#### Footballeurs
| Nom             | Lieu de naissance     | Année de naissance | Lieu de décès | Année de décès | Statut, fonction                                                              |
| --------------- | --------------------- | ------------------ | ------------- | -------------- | ----------------------------------------------------------------------------- |
| Albert Cartier  | Vesoul                | 1960               |               |                | Footballeur et entraîneur professionnel                                       |
| Patrice Vicq    | Vesoul                | 1944               |               |                | Footballeur professionnel puis avocat                                         |
| Gérard Maillard | Vesoul                | 1953               |               |                | Footballeur professionnel puis entraîneur amateur                             |
| Paul Nardi      | Vesoul                | 1994               |               |                | Footballeur professionnel                                                     |
| Mickaël Ravaux  | Belfort               | 1979               |               |                | Footballeur ayant grandi dans l'agglomération de Vesoul (Vaivre-et-Montoille) |
| Lucien Laurent  | Saint-Maur-des-Fossés | 1907               | Besançon      | 2005           | Footballeur, enterré à Vesoul                                                 |

#### Cyclistes et pilotes
| Nom                  | Lieu de naissance | Année de naissance | Lieu de décès       | Année de décès | Statut, fonction                                                              |
| -------------------- | ----------------- | ------------------ | ------------------- | -------------- | ----------------------------------------------------------------------------- |
| Stéphane Peterhansel | Vesoul            | 1965               |                     |                | Pilote de rallye-raid auto et mot                                             |
| Jacques Collot       | Vesoul            | 1923               | Neurey-lès-la-Demie | 2003           | Pilote de vitesse moto                                                        |
| Laurent Mangel       | Vesoul            | 1981               |                     |                | Coureur cycliste professionnel                                                |
| Claude Chabanel      | Vesoul            | 1948               |                     |                | Coureur cycliste professionnel                                                |
| Léo Vincent          | Vesoul            | 1995               |                     |                | Coureur cycliste professionnel                                                |
| Martial Locatelli    | Vesoul            | 1971               |                     |                | Coureur cycliste professionnel                                                |
| David Dumain         | Vesoul            | 1974               |                     |                | Journaliste et pilote de moto                                                 |
| Frédéric Vichot      | Valay             | 1959               |                     |                | Ancien cycliste, a dirigé un magasin de cycles dans l'agglomération de Vesoul |

#### Boxeurs et lutteurs
| Nom               | Lieu de naissance | Année de naissance | Lieu de décès | Année de décès | Statut, fonction |
| ----------------- | ----------------- | ------------------ | ------------- | -------------- | ---------------- |
| Francis Tripp     | Commercy          | 1952               | Pontarlier    | 2024           | Boxeur           |
| Frédéric Tripp    | Vesoul            | 1974               |               |                | Boxeur           |
| Morrade Hakkar    | Besançon          | 1972               |               |                | Boxeur           |
| Francine De Paola | Vesoul            | 1980               |               |                | Lutteuse         |

#### Autres
| Nom                   | Lieu de naissance | Année de naissance | Lieu de décès    | Année de décès | Statut, fonction                  |
| --------------------- | ----------------- | ------------------ | ---------------- | -------------- | --------------------------------- |
| Christophe Combe-Dany | Vesoul            | 1969               |                  |                | Tireur spécialiste du Ball-trap   |
| Bruno Parietti        | Vesoul            | 1960               |                  |                | Pongiste                          |
| Henri Bresson         | Vesoul            | 1924               | Vesoul           | 2010           | Pêcheur                           |
| François Mathet       | Vesoul            | 1908               | Neuvy-le-Barrois | 1983           | Entraîneur de chevaux de courses, |
| Gérard Rousset        | Valence           | 1921               | Vesoul           | 2000           | Escrimeur professionnel           |
| Maxime Boccon         | Vesoul            | 1974               |                  |                | Kayakiste                         |
| Mélanie Sandoz        | Vesoul            | 1987               |                  |                | Escaladeuse                       |
| Christelle Echilley   | Vesoul            | 1968               |                  |                | Handballeuse                      |
| Édouard Henry         | Vesoul            | 1980               |                  |                | Judoka et parachutiste            |

### Artistes

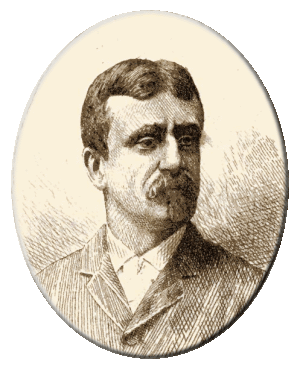
René de Boisdeffre
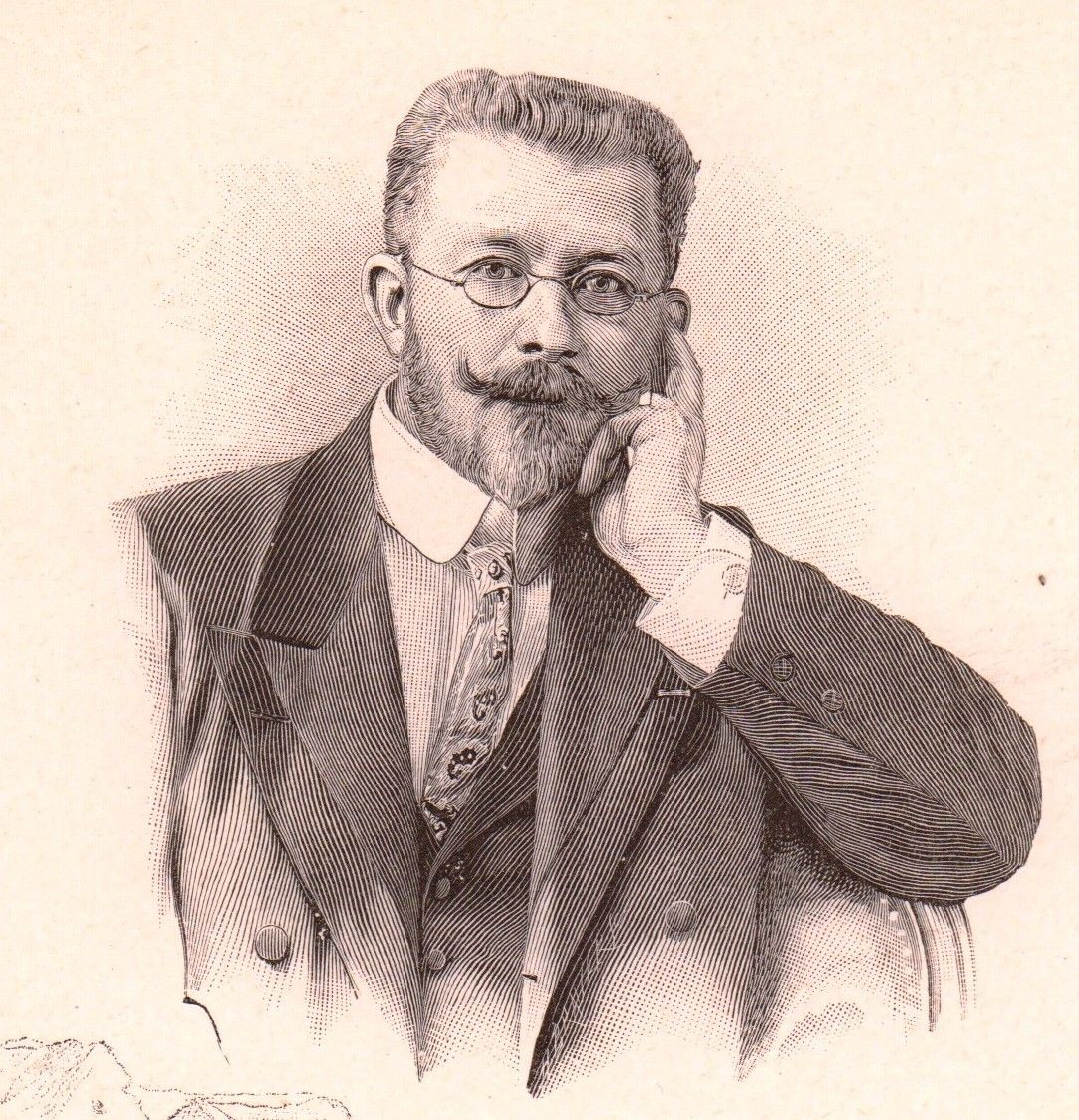
Jules-Alexis Muenier
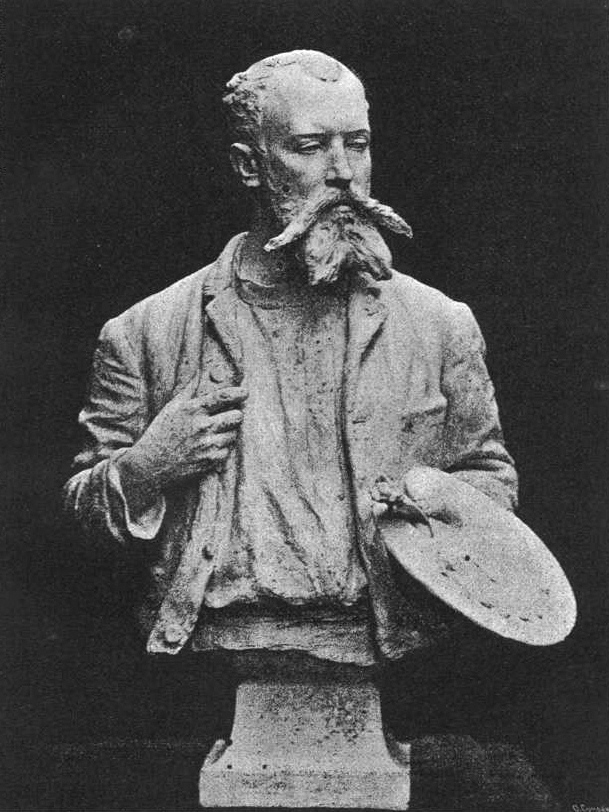
Gustave Courtois
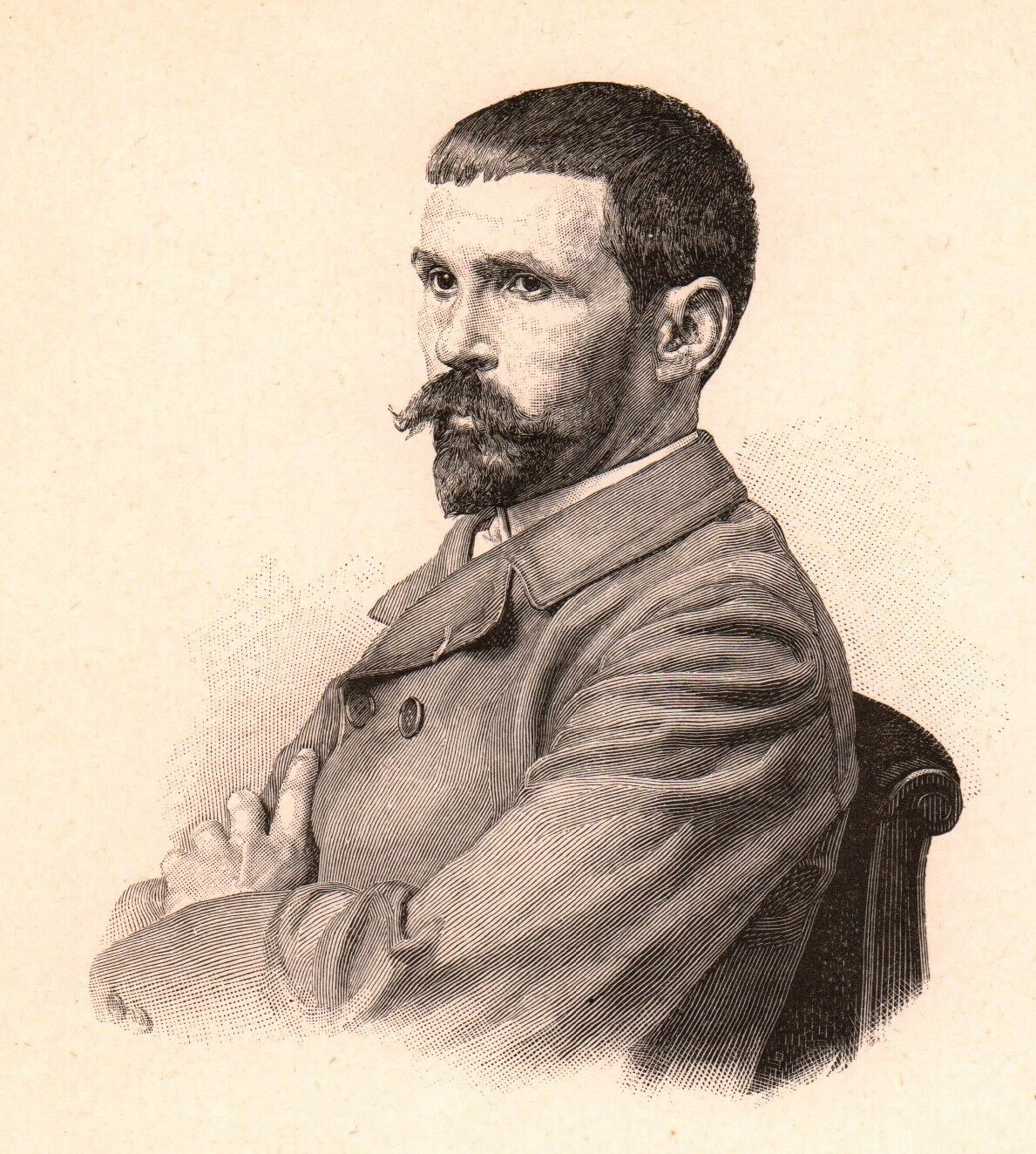
Pascal Dagnan-Bouveret

#### Peintres et sculpteurs
| Nom                       | Lieu de naissance | Année de naissance | Lieu de décès    | Année de décès | Statut, fonction                |
| ------------------------- | ----------------- | ------------------ | ---------------- | -------------- | ------------------------------- |
| Jean-Léon Gérôme          | Vesoul            | 1824               | Paris            | 1904           | Peintre et sculpteur            |
| Jules Jean François Pérot | Vesoul            | 1814               | Levallois-Perret | 1876           | Artiste peintre                 |
| Gustave Courtois          | Pusey             | 1852               | Paris            | 1923           | Artiste peintre                 |
| Roland Weber              | Vesoul            | 1932               | Villejuif        | 1988           | Peintre                         |
| Lucien-Marie Pillot       | Vesoul            | 1882               | Besançon         | 1973           | Peintre                         |
| Henri Dodelier            | Vesoul            | 1862               | Bilieu           | 1945           | Peintre et illustrateur         |
| Xavier Garret             | Vesoul            | 1849               | Paris            | 1910           | Peintre                         |
| Laurence Lévy-Bloch       | Vesoul            | 1874               | Paris            | 1955           | Peintre                         |
| Claude-Basile Cariage     | Vesoul            | 1798               | Vesoul           | 1875           | Peintre et professeur de dessin |
| Hannah Guyard             | Vesoul            | 1837               | Sidi M'Hamed     | 1878           | Peintre                         |
| Simon Duvent              | Vesoul            | 1836               | Saint-Maurice    | 1902           | Peintre                         |
| Didier Stathopoulos       | Vesoul            | 1956               |                  |                | Peintre                         |
| Simone Oudin              | Vesoul            | 1929               |                  |                | Peintre                         |
| Jules-Alexis Muenier      | Lyon              | 1863               | Coulevon         | 1942           | Peintre                         |
| Jules Aimé Grosjean       | Vesoul            | 1872               | Paris            | 1906           | Sculpteur et statuaire          |
| Xaver Hecht               | Willisau Stadt    | 1757               | Vesoul           | 1835           | Peintre                         |
| Paul Abram                | Vesoul            | 1854               | Douarnenez       | 1925           | Peintre                         |
| Victor Jeanneney          | Besançon          | 1832               | Vesoul           | 1885           | Artiste peintre                 |
| François Hoffmann         | Vesoul            | 1819               | Saint-Brieuc     | 1885           | Peintre                         |
| Pierre-Alexandre Jeanniot | Champlitte        | 1826               | Vesoul           | 1892           | Peintre                         |
| Jean-Alexis Cornu         | Etrepigney        | 1755               | Vesoul           | 1807           | Peintre                         |
| Pascal Dagnan-Bouveret    | Paris             | 1852               | Quincey          | 1929           | Peintre                         |

#### Musiciens et compositeurs
| Nom                            | Lieu de naissance | Année de naissance | Lieu de décès     | Année de décès | Statut, fonction                                |
| ------------------------------ | ----------------- | ------------------ | ----------------- | -------------- | ----------------------------------------------- |
| Léon Reuchsel                  | Vesoul            | 1840               | Lyon              | 1915           | Professeur de musique, compositeur et organiste |
| Ernest Reuchsel                | Vesoul            | 1838               | Lyon              | 1914           | Professeur de musique, compositeur et organiste |
| Jean-Michel Rivat              | Vesoul            | 1939               |                   |                | Parolier, compositeur et chanteur               |
| Bérenger de Miramon Fitz-James | Vesoul            | 1875               | Neuilly-sur-Seine | 1952           | Musicographe et mécène                          |
| René de Boisdeffre             | Vesoul            | 1838               | Vézelise          | 1906           | Compositeur                                     |
| Jean Michaëli                  | Vesoul            | 1816               | Paris             | 1895           | Auteur et compositeur                           |
| Furax                          | Vesoul            | 1979               |                   |                | Rappeur                                         |
| Daniel Haas                    | Vesoul            | 1951               |                   |                | Bassiste du groupe Ange de 1971 à 1995.         |
| Jacques Brel                   | Schaerbeek        | 1929               | Bruxelles         | 1978           | Compositeur et interprète de la chanson Vesoul  |

#### Acteurs et réalisateurs
| Nom               | Lieu de naissance | Année de naissance | Lieu de décès         | Année de décès | Statut, fonction                |
| ----------------- | ----------------- | ------------------ | --------------------- | -------------- | ------------------------------- |
| Edwige Feuillère  | Vesoul            | 1907               | Boulogne-Billancourt  | 1998           | Actrice de cinéma et de théâtre |
| Barencey          | Vesoul            | 1893               | Saint-Maur-des-Fossés | 1971           | Acteur                          |
| Jean Peyrière     | Vesoul            | 1885               | Paris                 | 1965           | Acteur                          |
| Manoëlle Gaillard | Vesoul            | 1959               |                       |                | Actrice                         |
| Alain Baptizet    | Vesoul            | 1947               | Vesoul                | 2018           | Réalisateur et producteur       |
| Jean Lods         | Vesoul            | 1903               | Kremlin-Bicêtre       | 1974           | Réalisateur                     |

#### Architectes
| Nom                 | Lieu de naissance | Année de naissance | Lieu de décès | Année de décès | Statut, fonction            |
| ------------------- | ----------------- | ------------------ | ------------- | -------------- | --------------------------- |
| Charles Dodelier    | Vesoul            | 1816               | Vesoul        | 1882           | Architecte                  |
| Jean-Louis Humbaire | Vesoul            | 1911               | Flavacourt    | 1981           | Architecte                  |
| Adrien Renahy       | La Malachère      | 1800               | Vesoul        | 1882           | Architecte                  |
| Jean Dumont         | Commercy          | 1923               | Paris         | 2007           | Architecte, étudia à Vesoul |

#### Autres
| Nom             | Lieu de naissance     | Année de naissance | Lieu de décès | Année de décès | Statut, fonction          |
| --------------- | --------------------- | ------------------ | ------------- | -------------- | ------------------------- |
| André Magnin    | Vesoul                | 1952               |               |                | Commissaire d'exposition  |
| Marc Paygnard   | Trieux                | 1945               |               |                | Photographe de Vesoul     |
| Cécile Guillame | Chassey-lès-Montbozon | 1933               | Vesoul        | 2004           | Graveuse de timbres-poste |

### Hommes de lettres et de pensée

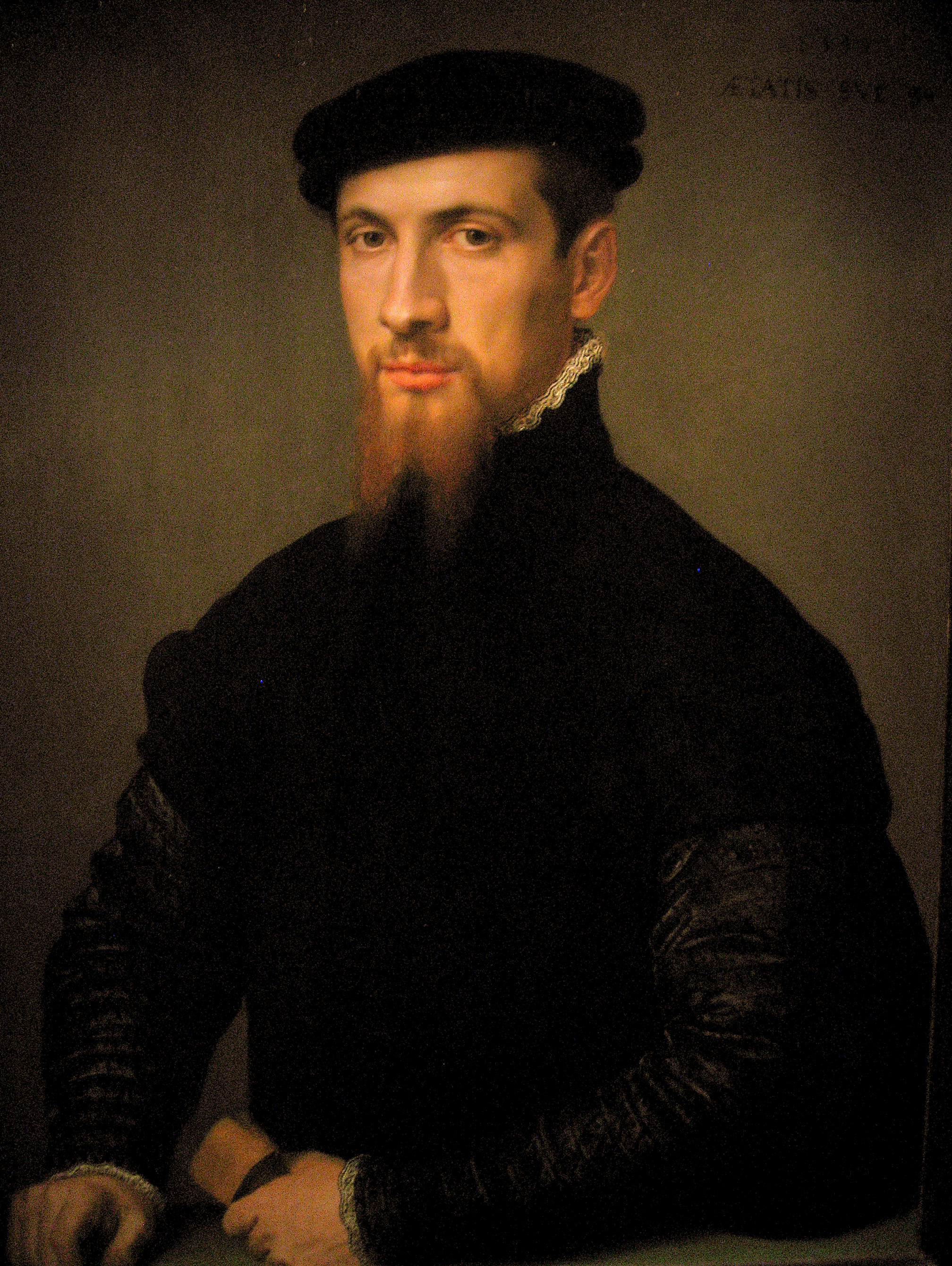
Simon Renard
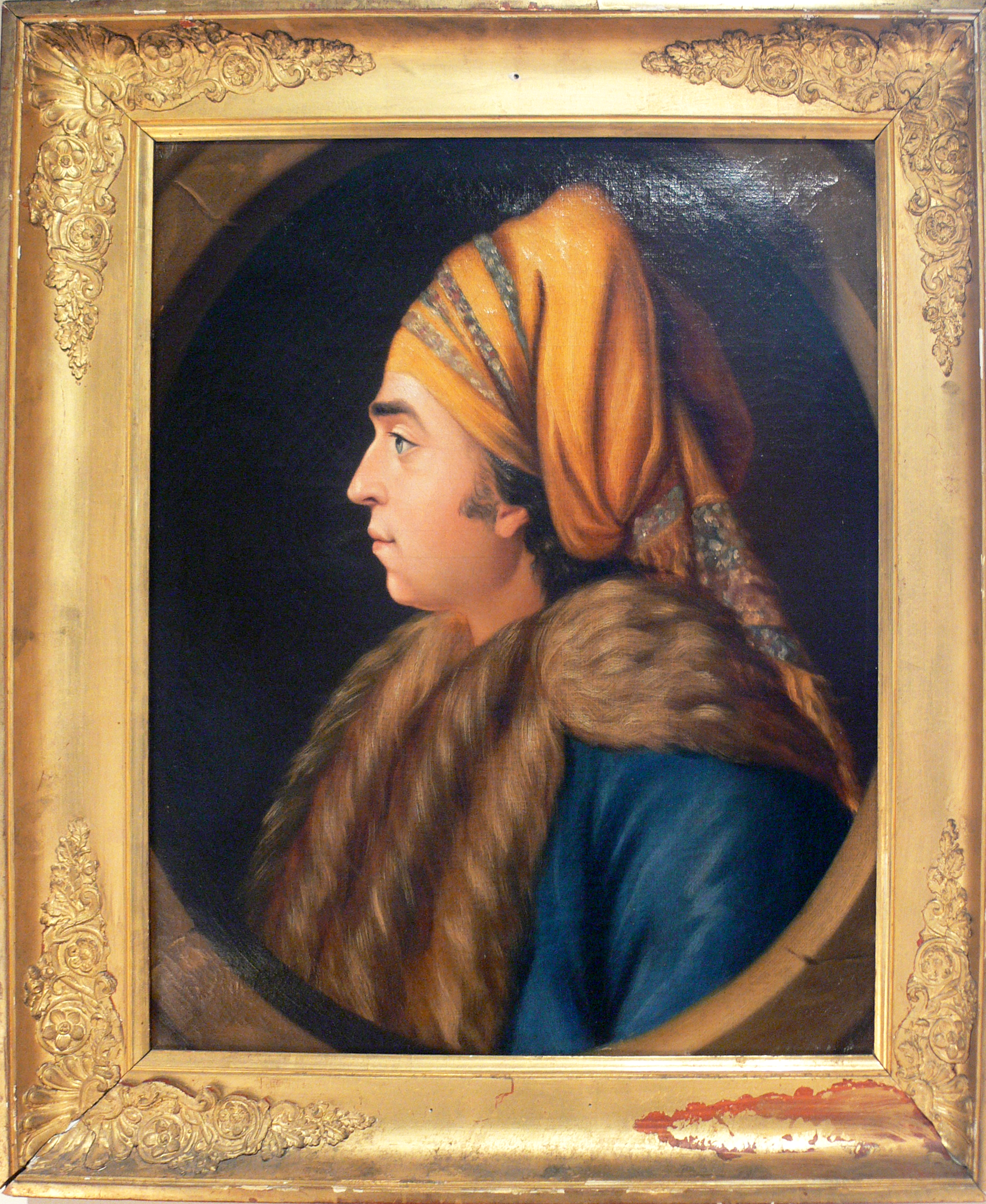
Pierre Joseph de Beauchamp
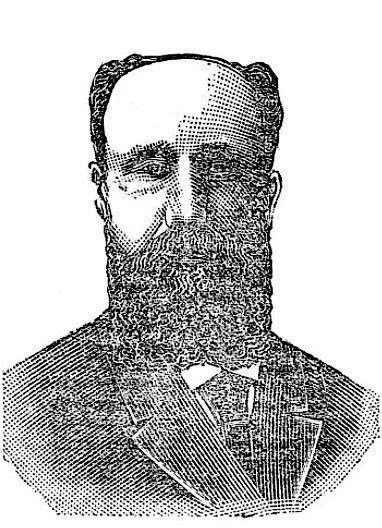
Édouard Portalis
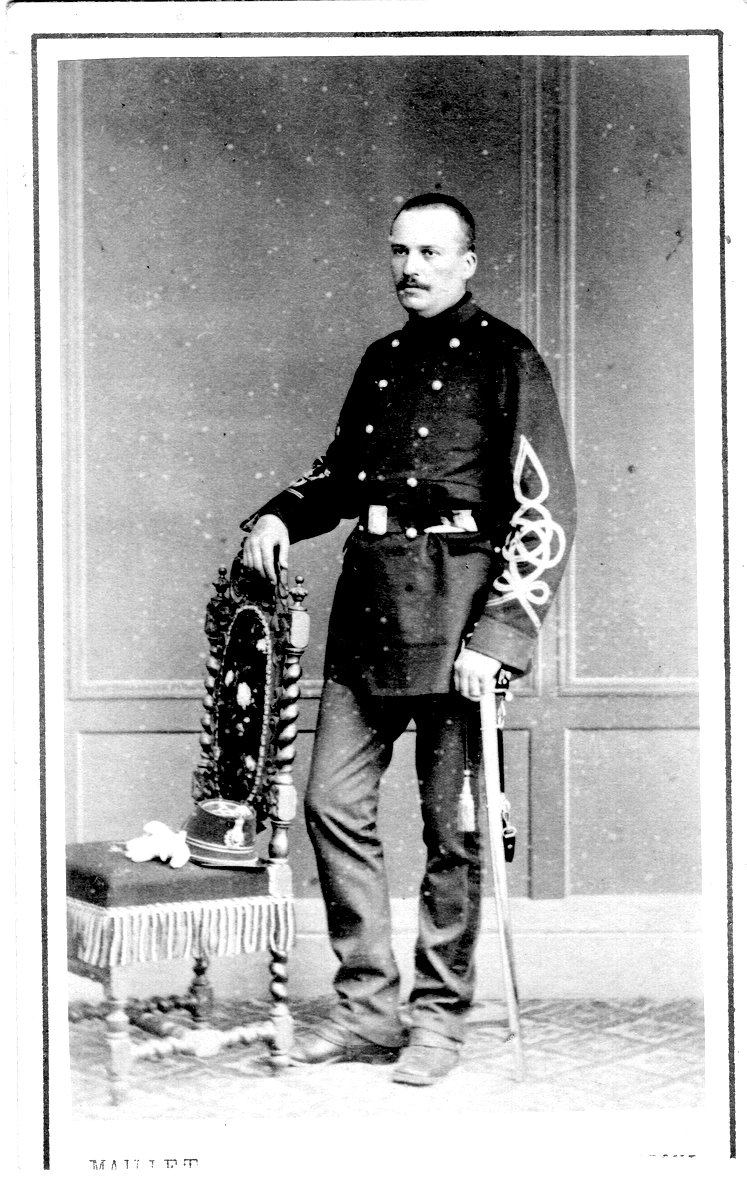
Charles Roger Galmiche-Bouvier

#### Ecrivains et poètes
| Nom                    | Lieu de naissance | Année de naissance | Lieu de décès     | Année de décès | Statut, fonction                     |
| ---------------------- | ----------------- | ------------------ | ----------------- | -------------- | ------------------------------------ |
| Charles Grandmougin    | Vesoul            | 1850               | Neuilly-sur-Seine | 1930           | Poète et dramaturge                  |
| Jean Bernard-Derosne   | Vesoul            | 1903               | Paris             | 1962           | Écrivain et réalisateur              |
| Albert Humbert         | Vesoul            | 1835               | Langres           | 1886           | Écrivain, journaliste et dessinateur |
| Denis Humbert          | Vesoul            | 1949               |                   |                | Écrivain                             |
| Roger Munier           | Nancy             | 1923               | Vesoul            | 2010           | Écrivain, traducteur et critique     |
| André Blanchard        | Besançon          | 1951               | Vesoul            | 2014           | Écrivain                             |
| Myriam Ben             | Alger             | 1928               | Vesoul            | 2001           | Romancière et poétesse               |
| Sébastien Grenier      | Vesoul            | 1979               |                   |                | Auteur de bande dessinée             |
| Anne Ploy              | Vesoul            | 1963               |                   |                | Scénariste de bande dessinée         |
| Jean-Baptiste Coudriet | Oigney            | 1814               | Levier            | 1883           | Auteur, a étudié à Vesoul            |
| Christophe Guillaumot  | Annecy            | 1970               |                   |                | Écrivain qui a étudié à Vesoul       |

#### Philosophes
| Nom               | Lieu de naissance | Année de naissance | Lieu de décès | Année de décès | Statut, fonction                                        |
| ----------------- | ----------------- | ------------------ | ------------- | -------------- | ------------------------------------------------------- |
| Jean-Marie Muller | Vesoul            | 1939               | Orléans       | 2021           | Philosophe                                              |
| Patrick Chastenet | Vesoul            | 1955               |               |                | Politologue                                             |
| Théodule Ribot    | Guingamp          | 1839               | Paris         | 1916           | Philosophe qui a été professeur de philosophie à Vesoul |

### Scientifiques et savants

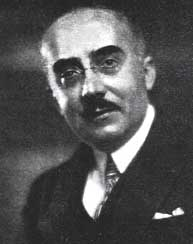
Édouard Belin
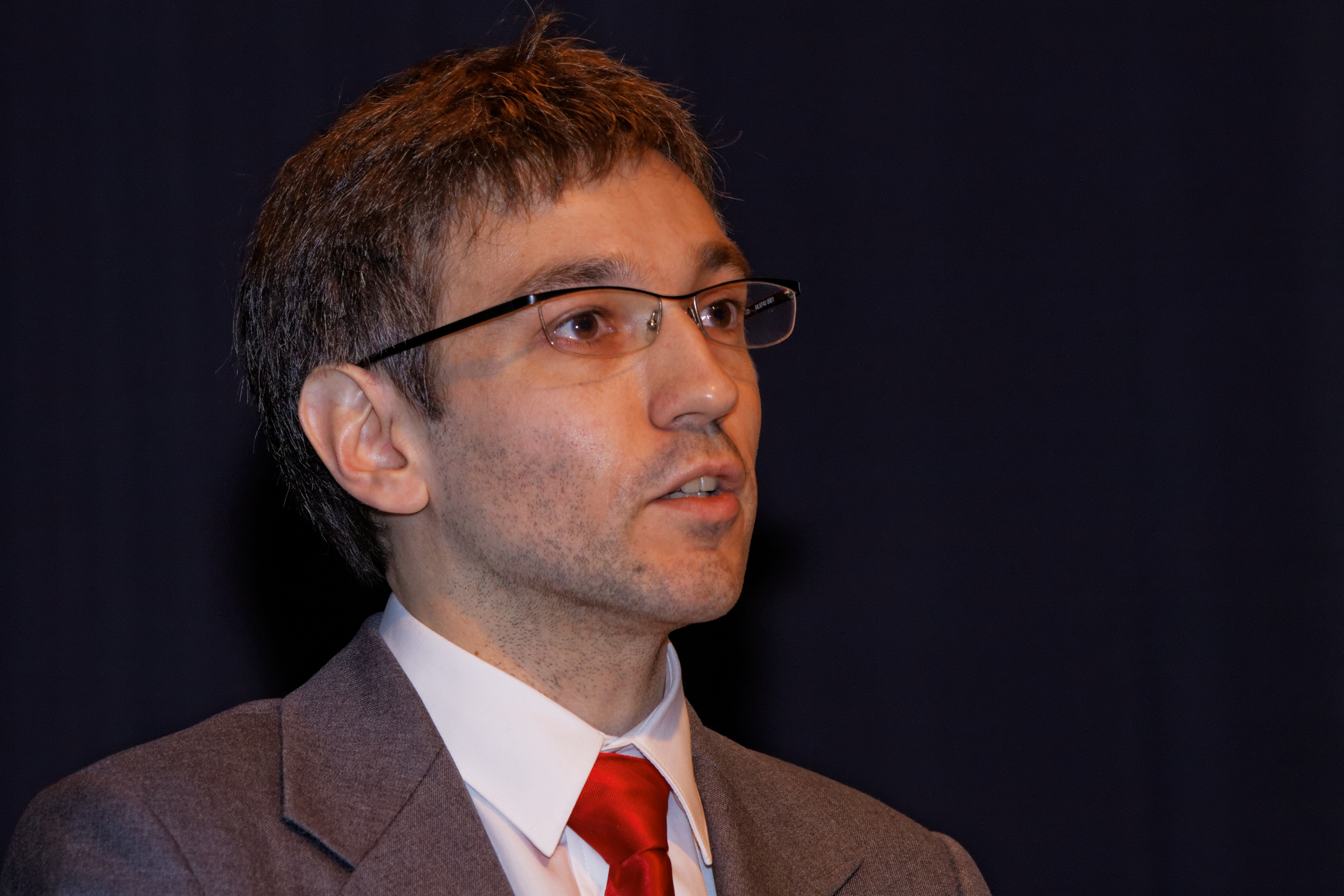
Rémi Mathis
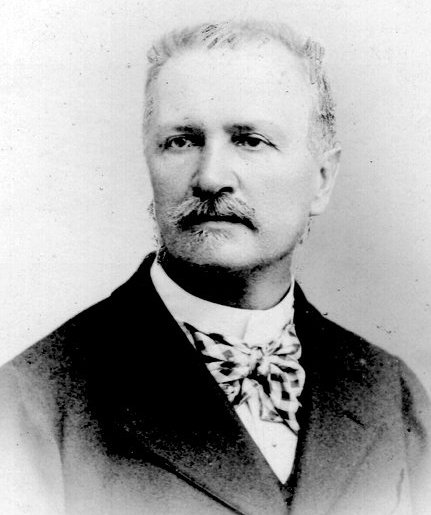
Eusèbe Galmiche
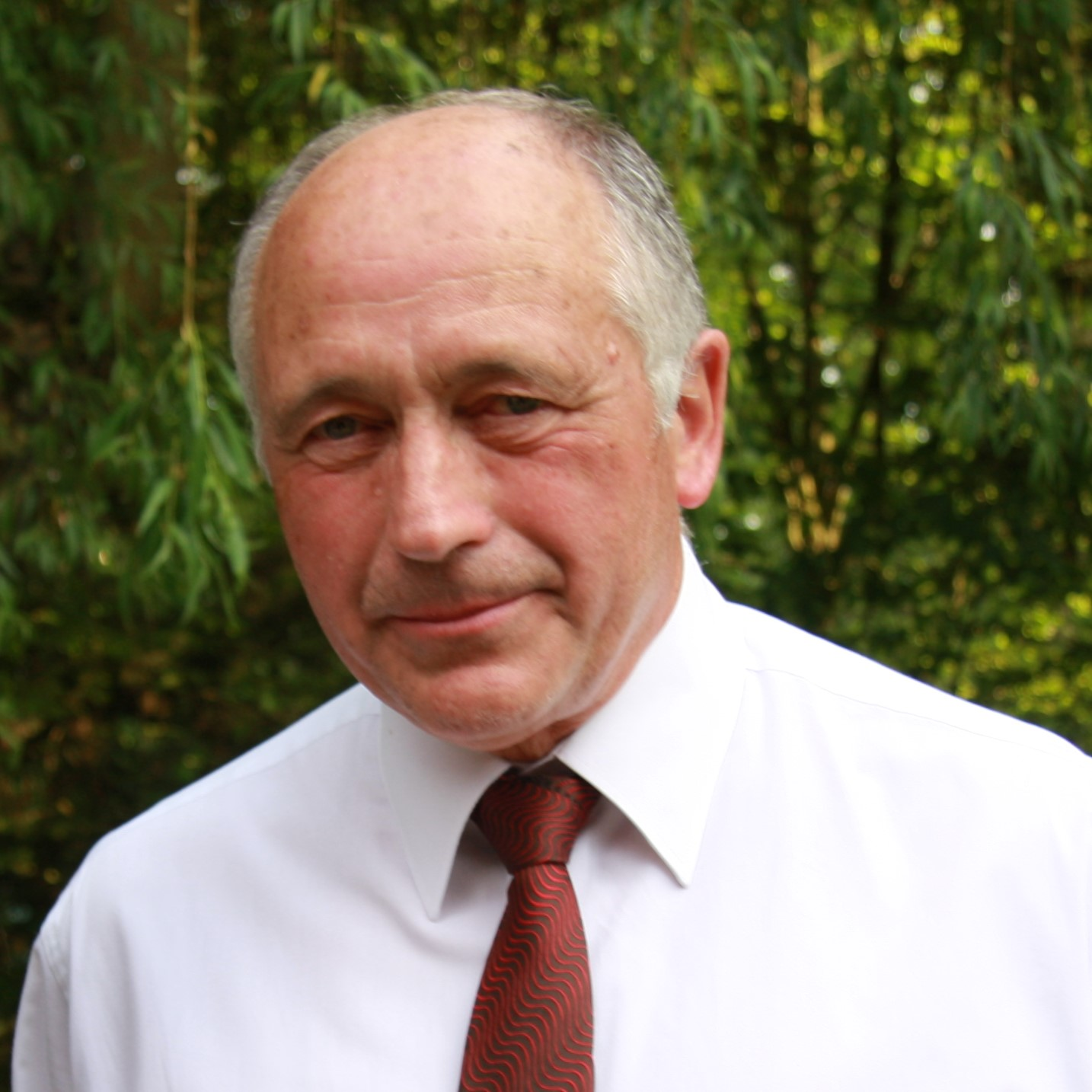
Denis Grisel

#### Historiens et archéologues
| Nom                      | Lieu de naissance     | Année de naissance | Lieu de décès | Année de décès | Statut, fonction                         |
| ------------------------ | --------------------- | ------------------ | ------------- | -------------- | ---------------------------------------- |
| Roselyne Forbin d'Oppède | Vesoul                | 1822               | Marseille     | 1884           | Historienne                              |
| Jacques Charles-Gaffiot  | Vesoul                | 1953               |               |                | Historien                                |
| Claude Denis Raffenel    | Vesoul                | 1797               | Athènes       | 1827           | Historien, spécialiste de la Grêce       |
| Henri-Paul Francfort     | Vesoul                | 1948               |               |                | Archéologue                              |
| Denis Grisel             | Boulogne-Billancourt  | 1946               | Vesoul        | 2020           | Archiviste et historien                  |
| Jean-Baptiste Humbert    | Mâcon                 | 1940               |               |                | Archéologue passa son enfance à Vesoul   |
| André Thévenin           | Scye                  | 1930               | Vesoul        | 2017           | Préhistoricien                           |
| Rémi Mathis              | Besançon              | 1982               |               |                | Historien qui étudia à Vesoul            |
| Albert Mathiez           | La Bruyère            | 1874               | Paris         | 1932           | Historien qui a étudié à Vesoul          |
| Pierre de Saint Jacob    | Mervans               | 1906               | Dijon         | 1960           | Historien qui a enseigné à Vesoul        |
| Marcel Durliat           | Territoire de Belfort | 1917               | Toulouse      | 2006           | Historien de l'art qui a étudié à Vesoul |

#### Ingénieurs et physiciens
| Nom                            | Lieu de naissance | Année de naissance | Lieu de décès | Année de décès | Statut, fonction                       |
| ------------------------------ | ----------------- | ------------------ | ------------- | -------------- | -------------------------------------- |
| Édouard Belin                  | Vesoul            | 1873               | Territet      | 1963           | Ingénieur et inventeur du bélinographe |
| Charles Roger Galmiche-Bouvier | Vesoul            | 1838               | Franchevelle  | 1894           | Inventeur et ingénieur agronome        |
| Georges Plaisance              | Vesoul            | 1910               | Dijon         | 1998           | Ingénieur en chef des Eaux et Forêts   |
| Eusèbe Galmiche                | Vesoul            | 1841               | Dijon         | 1913           | Conservateur des eaux et forêts        |
| Alexis Petit                   | Vesoul            | 1791               | Paris         | 1820           | Physicien                              |

#### Biologistes et géologues
| Nom                     | Lieu de naissance    | Année de naissance | Lieu de décès   | Année de décès | Statut, fonction                                      |
| ----------------------- | -------------------- | ------------------ | --------------- | -------------- | ----------------------------------------------------- |
| Jean-Pierre Heudelot    | Vesoul               | 1803               | Bakel (Sénégal) | 1837           | Naturaliste                                           |
| Charles Galmiche        | Vesoul               | 1804               | Coulevon        | 1874           | Zoologiste                                            |
| Charles-Edouard Thirria | Beauvais             | 1796               | Vesoul          | 1868           | Géologue et ingénieur des mines                       |
| Paul Petitclerc         | Vesoul               | 1840               | Vesoul          | 1937           | Géologue et paléontologue                             |
| Maurice-Marie Janot     | Plombières-les-Bains | 1903               | Paris           | 1978           | Chimiste, biologiste et pharmacologue étudia à Vesoul |

#### Enseignants
| Nom                   | Lieu de naissance | Année de naissance | Lieu de décès | Année de décès | Statut, fonction                      |
| --------------------- | ----------------- | ------------------ | ------------- | -------------- | ------------------------------------- |
| Paul Fahy             | Vesoul            | 1922               | Paris         | 2012           | Éducateur et enseignant               |
| Auguste Haury         | Vesoul            | 1910               | Bron          | 2002           | Enseignant et essayiste               |
| Marie-Louise Bergeret | Vesoul            | 1919               | Suresnes      | 1973           | Enseignante et militante              |
| Charles Godard        | Gray              | 1860               | Vesoul        | 1912           | Enseignant                            |
| Gilbert Decaudin      | Belfort           | 1923               | Vesoul        | 2011           | Enseignant                            |
| Michèle Farey         | Lure              | 1943               | Vesoul        | 2022           | Enseignante et militante syndicaliste |
| Joseph Storck         | Guebwiller        | 1897               | Biarritz      | 1989           | Enseignant                            |
| Gabriel Peignot       | Arc-en-Barrois    | 1767               | Dijon         | 1849           | Bibliographe                          |
| André Caquot          | Épinal            | 1923               | Paris         | 2004           | Orientaliste étudia à Vesoul          |

### Militaires et résistants

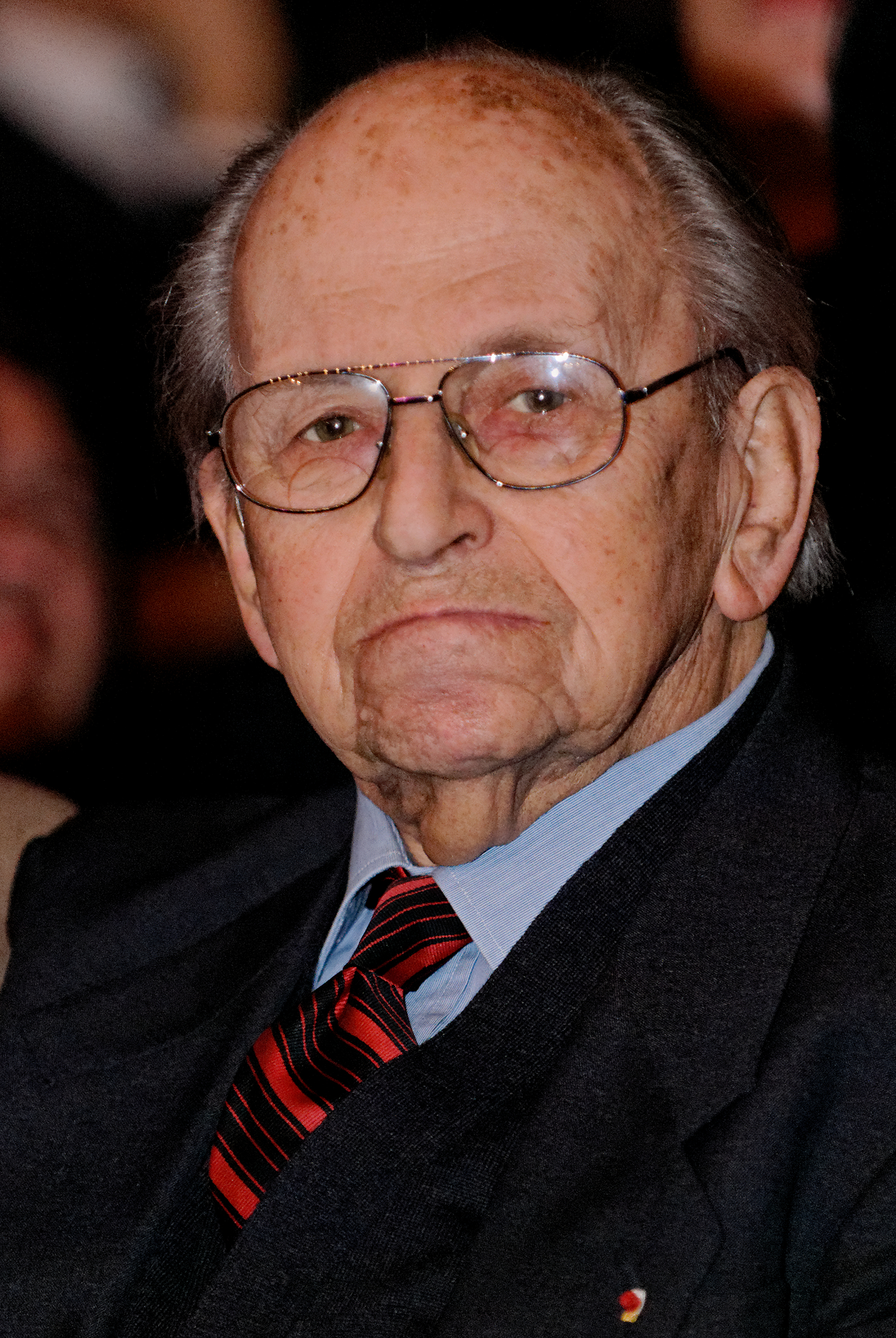
Raymond Aubrac
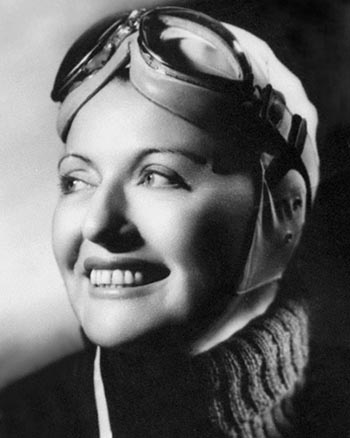
Suzanne Melk
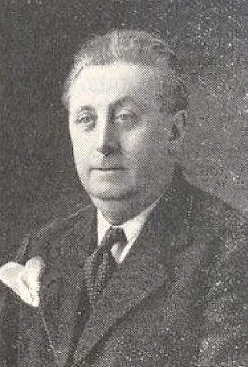
René Hologne
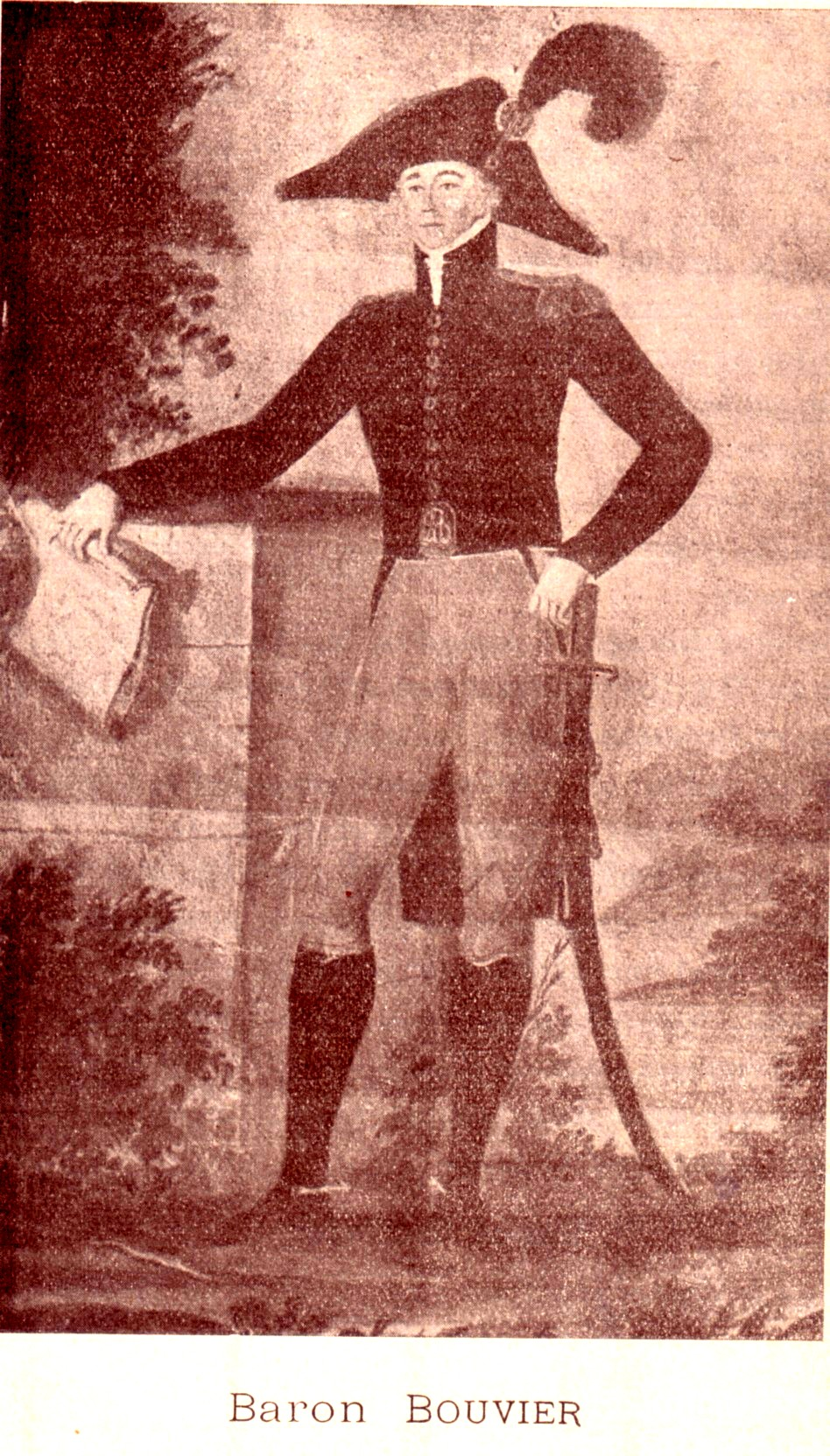
Jean-Baptiste-Joseph Bouvier

#### Militaires
| Nom                          | Lieu de naissance     | Année de naissance | Lieu de décès        | Année de décès | Statut, fonction                                    |
| ---------------------------- | --------------------- | ------------------ | -------------------- | -------------- | --------------------------------------------------- |
| François Bernard de Mongenet | Vesoul                | 1765               | Plombières-les-Bains | 1828           | Général d'Empire                                    |
| Jean-Baptiste-Joseph Bouvier | Vesoul                | 1770               | Krasnoï              | 1812           | Colonel du génie, baron de l'Empire                 |
| Arthur Constantin Krebs      | Vesoul                | 1850               | Quimperlé            | 1935           | Militaire                                           |
| Antoine René de Mirondel     | Vesoul                | 1747               | Cap-Haïtien          | 1797           | Général de brigade de la Révolution française.      |
| Charles Millot               | Vesoul                | 1880               | Buenos Aires         | 1959           | Officier de marine, peintre et illustrateur         |
| Charles Héderer              | Vesoul                | 1886               | Chariez              | 1967           | Médecin et officier général                         |
| Pierre Petitguillaume        | Équevilley            | 1734               | Vesoul               | 1805           | Général                                             |
| Jacques-Antoine Priqueler    | Champagney            | 1753               | Vesoul               | 1802           | Officier                                            |
| Maximilien-Prosper Foy       | Ham                   | 1805               | Vesoul               | 1889           | Militaire                                           |
| Jean Compagnon               | Saint-Germain-en-Laye | 1916               | Paris                | 2010           | Général de corps d'armée a fait ces études à Vesoul |
| Marie Etienne Péroz          | Montbozon             | 1857               | Paris                | 1910           | Officier français qui a étudié à Vesoul             |
| Claude de Mâcon d'Esboz      | Scey-sur-Saône        | 1635               | Scey-sur-Saône       | 1702           | Défenseur de Vesoul lors de son siège de 1674       |
| Guillaume de Vaudrey         | Courlaoux             | Vers 1415          | Luxeuil-les-Bains    | 1479           | Brillant défenseur de Vesoul lors du siège de 1477  |

#### Résistants
| Nom                         | Lieu de naissance | Année de naissance | Lieu de décès     | Année de décès | Statut, fonction                                 |
| --------------------------- | ----------------- | ------------------ | ----------------- | -------------- | ------------------------------------------------ |
| Raymond Aubrac              | Vesoul            | 1914               | Paris             | 2012           | Résistant                                        |
| Suzanne Melk                | Vesoul            | 1908               | Durham            | 1951           | Pionnière de l'aviation féminine en France       |
| Louise de Coligny-Châtillon | Vesoul            | 1881               | Genève            | 1963           | Aviatrice et muse de Guillaume Apollinaire       |
| Georges Dreyfus             | Vesoul            | 1901               | Neuillay-les-Bois | 1944           | Résistant au cours de la Seconde Guerre mondiale |
| Jean-Michel Nicollier       | Vesoul            | 1966               | Vukovar           | 1991           | Il s'est engagé aux côtés de l'armée Croate      |
| Pierre Briout               | Is-sur-Tille      | 1915               | Crux-la-Ville     | 1944           | Résistant inhumé à l'ancien cimetière de Vesoul  |
| René Hologne                | Paris             | 1886               | Neuengamme        | 1944           | Résistant et ancien maire de Vesoul              |
| Roger Clément               | Vesoul            | 1905               | Cenans            | 1944           | Résistant                                        |
| Charles Barthélemy          | Apremont-sur-Aire | 1901               | Vesoul            | 1972           | Militant et résistant                            |
| Jean Tortey                 | Renaucourt        | 1915               | Vesoul            | 1985           | Militant                                         |
| Yves Barbier                | Besançon          | 1893               | Dijon             | 1944           | Figure de la Résistance                          |

### Hommes d'affaires et des médias

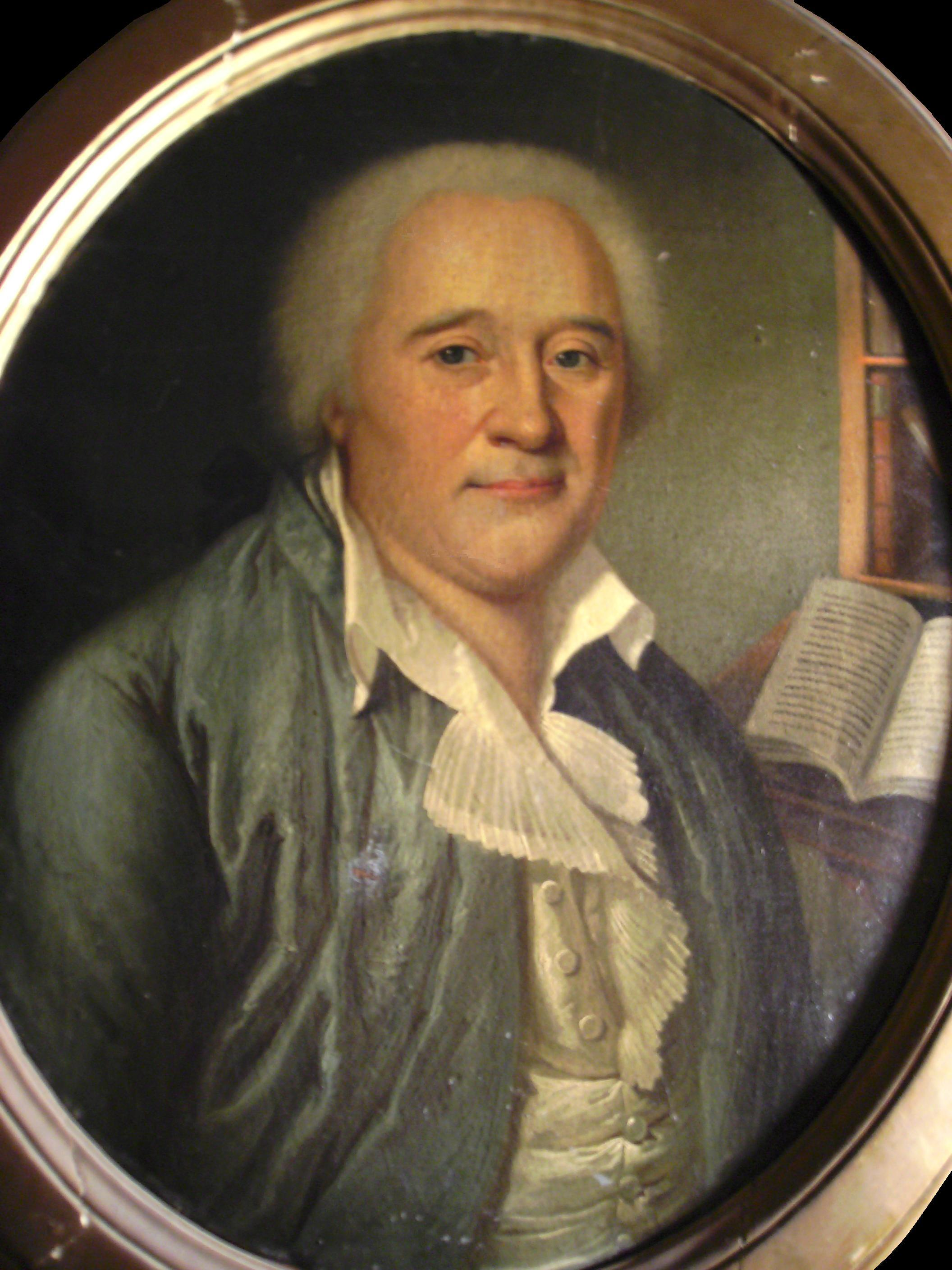
François Ébaudy de Fresne
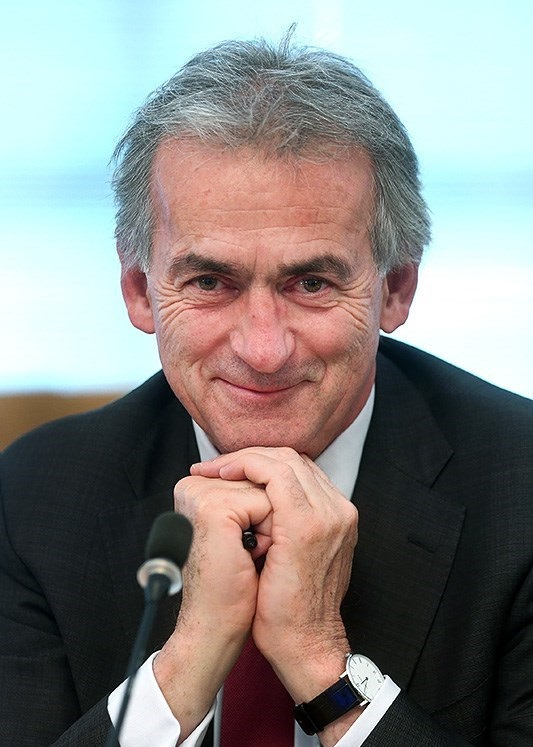
Frédéric Gagey
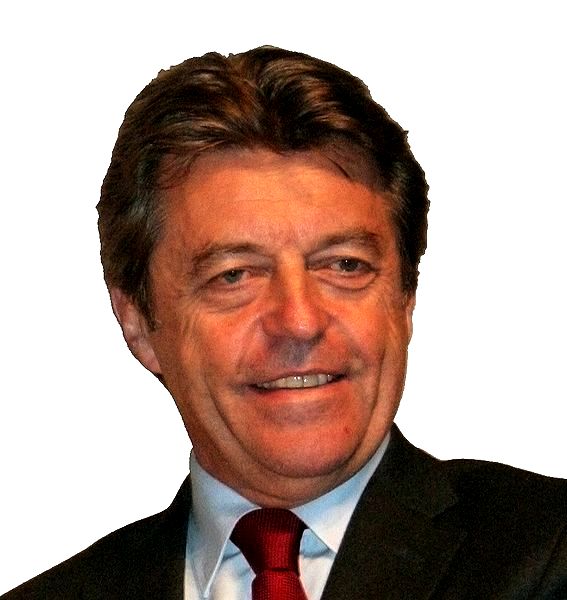
Alain Joyandet
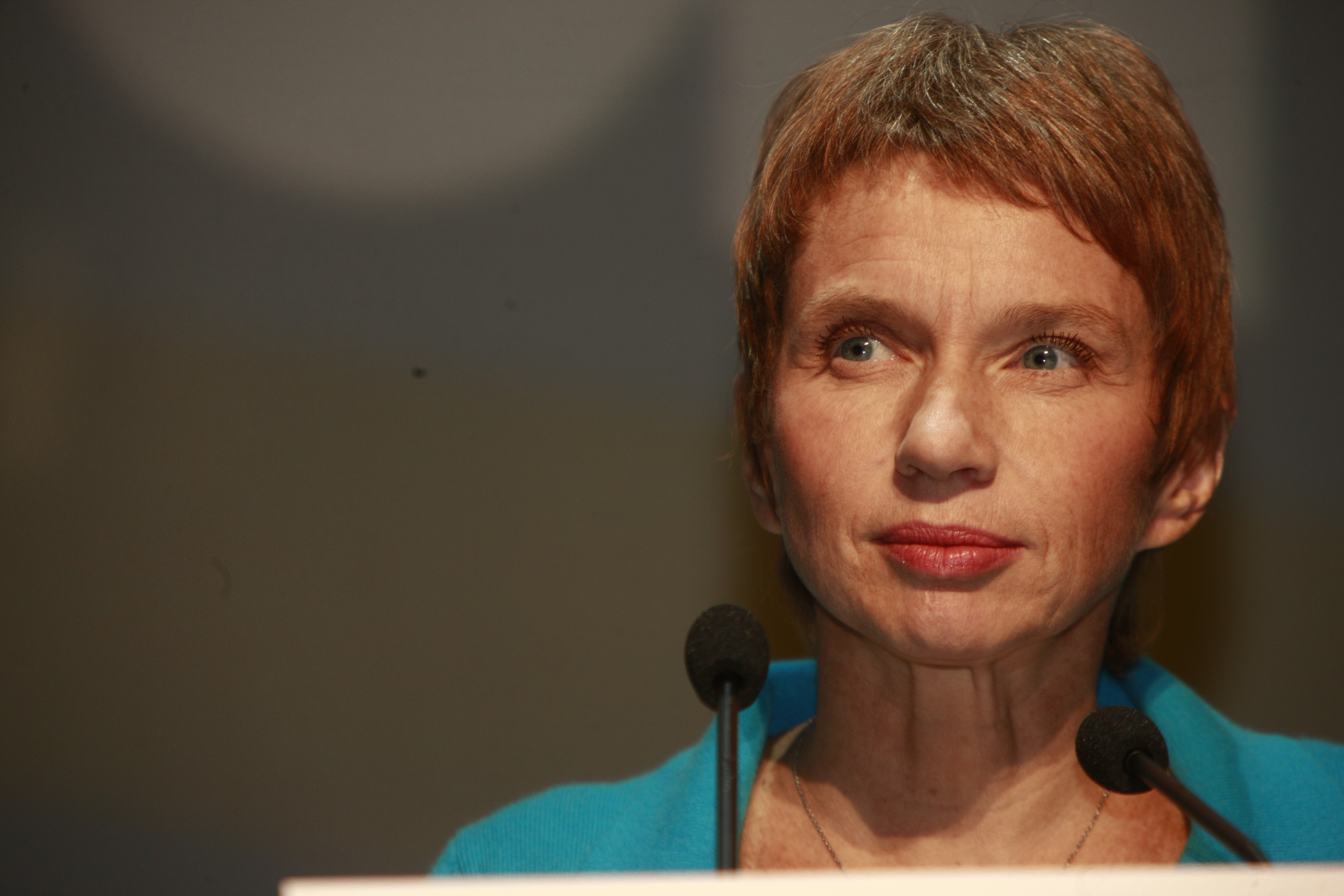
Laurence Parisot

#### Entrepreneurs et chefs d'entreprise
| Nom                       | Lieu de naissance | Année de naissance | Lieu de décès     | Année de décès | Statut, fonction                             |
| ------------------------- | ----------------- | ------------------ | ----------------- | -------------- | -------------------------------------------- |
| Maurice Chavane           | Vesoul            | 1881               | Neuilly-sur-Seine | 1957           | Dirigeant d'industrie                        |
| Victor de Metz            | Vesoul            | 1902               | Paris             | 1982           | Chef d'entreprise, ancien président de Total |
| Frédéric Gagey            | Vesoul            | 1956               |                   |                | Dirigeant d'entreprise                       |
| Bernard Blanc             | Vesoul            | 1954               |                   |                | Dirigeant d'entreprise                       |
| François Ébaudy de Fresne | Langres           | 1753               | Vesoul            | 1815           | Économiste                                   |
| Alain Joyandet            | Dijon             | 1954               |                   |                | Homme politique et entrepreneur.             |
| Laurence Parisot          | Luxeuil-les-Bains | 1959               |                   |                | Dirigeante d'entreprise                      |
| Héliot de Vesoul          |                   |                    |                   |                | Banquier et commerçant                       |
| Manessier de Vesoul       |                   |                    |                   |                | Reçeveur général des finances                |
| Patrick Henriroux         | Vesoul            | 1958               |                   |                | Chef cuisinier                               |
| Mickaël Azouz             | Vesoul            | 1943               |                   |                | Maître-chocolatier                           |
| Jean-Luc Rocha            | Vesoul            | 1977               |                   |                | Chef cuisiner                                |

#### Journalistes
| Nom              | Lieu de naissance | Année de naissance | Lieu de décès | Année de décès | Statut, fonction                               |
| ---------------- | ----------------- | ------------------ | ------------- | -------------- | ---------------------------------------------- |
| Jacques Thomet   | Vesoul            | 1946               |               |                | Journaliste et rédacteur en chef de l'AFP      |
| Sophie Bouillon  | Vesoul            | 1984               |               |                | Journaliste                                    |
| Auguste Gauvain  | Vesoul            | 1861               | Pau           | 1931           | Journaliste et diplomate                       |
| Édouard Portalis | Vesoul            | 1845               | Poissy        | 1918           | Journaliste et patron de presse                |
| Pascal Gigot     | Vesoul            | 1966               |               |                | Animateur de radio et de télévision            |
| Armand Mariotte  | Augicourt         | 1856               | Augicourt     | 1905           | Journaliste et conseiller municipal de Vesoul  |
| Éric Dupin       | Limoges           | 1955               |               |                | Journaliste, chroniqueur qui a étudié à Vesoul |

### Religieux

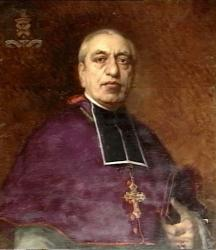
Paul-Félix Beuvain de Beauséjour
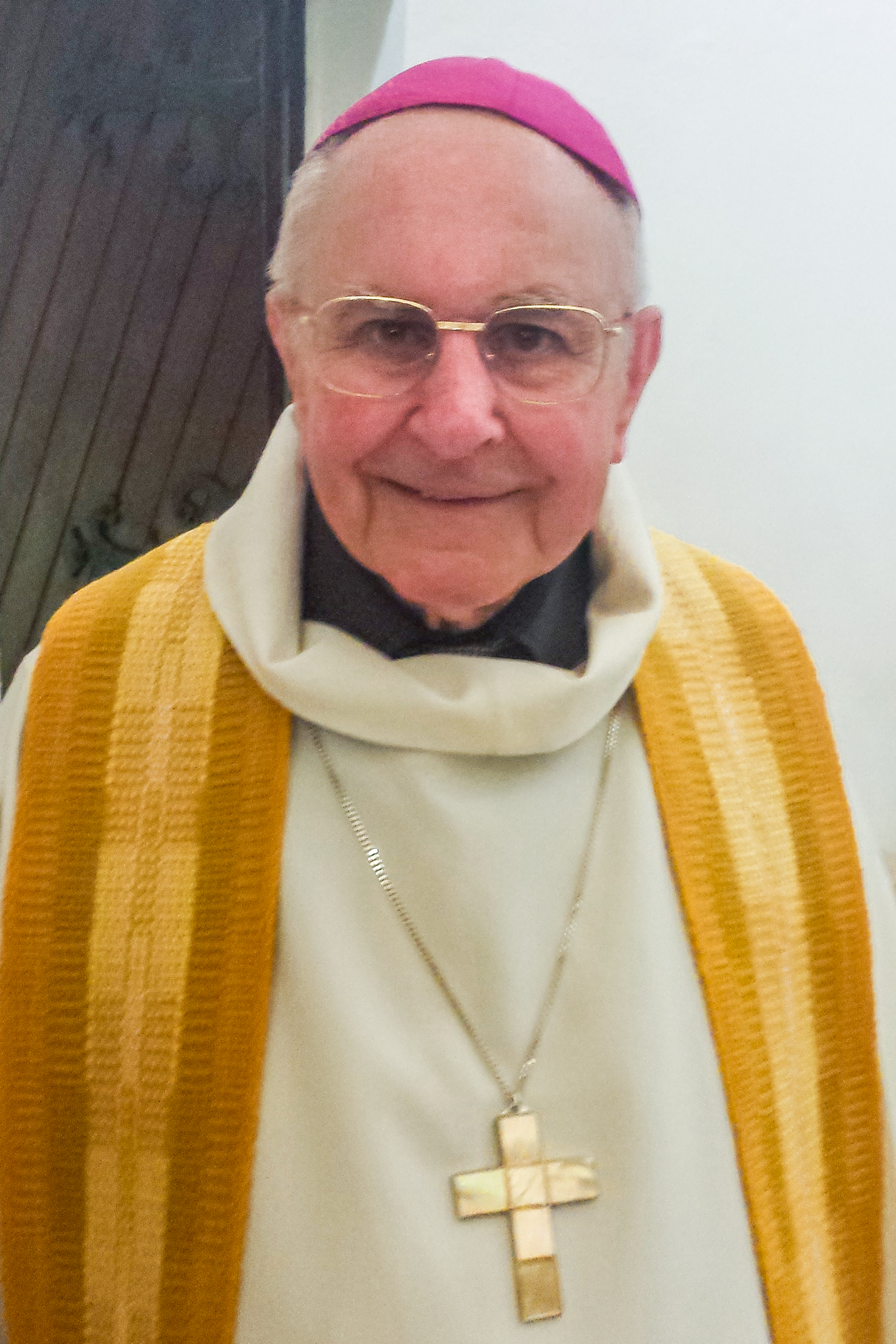
Jean Orchampt
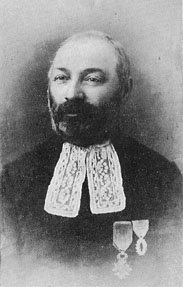
Isaac Lévy
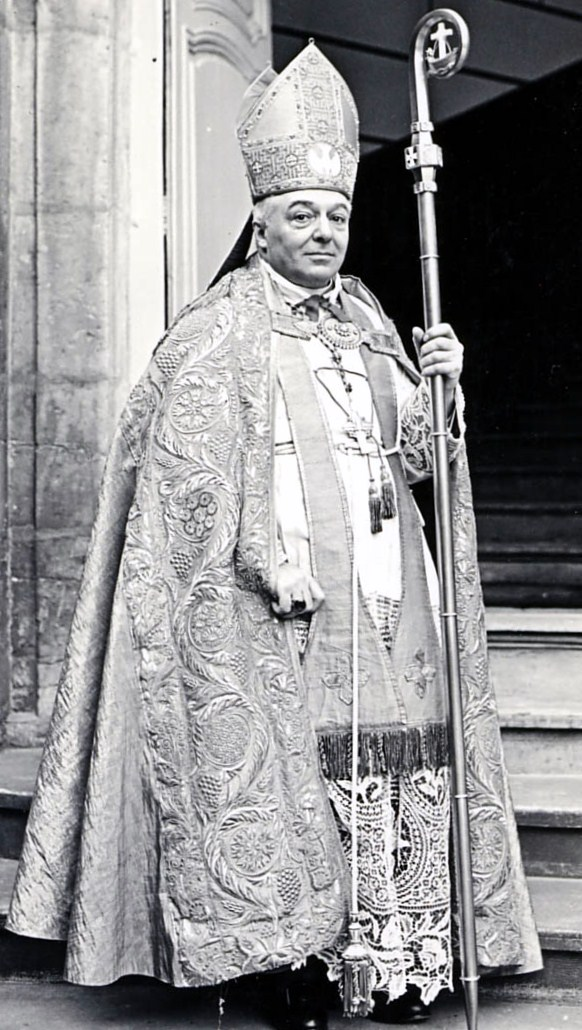
Maurice-Louis Dubourg

| Nom                              | Lieu de naissance | Année de naissance | Lieu de décès | Année de décès | Statut, fonction                    |
| -------------------------------- | ----------------- | ------------------ | ------------- | -------------- | ----------------------------------- |
| Jean-Baptiste Flavigny           | Vesoul            | 1732               | Vesoul        | 1813           | Évêque de Vesoul                    |
| Jean Orchampt                    | Vesoul            | 1923               | Angers        | 2021           | Évêque d'Angers                     |
| Paul-Félix Beuvain de Beauséjour | Vesoul            | 1839               | Carcassonne   | 1930           | Évêque catholique                   |
| Jean-Jacques Guerrin             | Vesoul            | 1793               | Langres       | 1877           | Évêque catholique                   |
| Jacques Gagey                    | Vesoul            | 1954               |               |                | Prêtre                              |
| Philippe Ballot                  | Vesoul            | 1956               |               |                | Évêque catholique                   |
| Jean-Baptiste Miroudot du Bourg  | Vesoul            | 1721               | Paris         | 1798           | Prélat et évêque                    |
| Moïse Schuhl                     | Westhouse         | 1845               | Rouen         | 1911           | Rabbin à Vesoul                     |
| Justin Schuhl                    | Westhouse         | 1870               | Strasbourg    | 1965           | Rabbin à Vesoul                     |
| Isaac Lévy                       | Marmoutier        | 1835               | Paris         | 1912           | Rabbin à Vesoul                     |
| Maurice Gaidon                   | Dijon             | 1928               | Dijon         | 2011           | Évêque qui étudia à Vesoul          |
| Adolphe Turlin                   | Provenchère       | 1844               | Dau-nuoc      | 1910           | Prêtre-missionnaire étudia à Vesoul |
| Émile-Charles-Raymond Pirolley   | Besançon          | 1898               | Nancy         | 1971           | Vicaire à Vesoul                    |
| Jean-Joseph Gaume                | Fuans             | 1802               | Paris         | 1879           | Vicaire à Vesoul                    |
| Maurice-Louis Dubourg            | Besançon          | 1878               | Besançon      | 1954           | Vicaire à Vesoul                    |

### Fonctionnaires
| Nom                           | Lieu de naissance | Année de naissance | Lieu de décès          | Année de décès | Statut, fonction                                           |
| ----------------------------- | ----------------- | ------------------ | ---------------------- | -------------- | ---------------------------------------------------------- |
| Simon Renard                  | Vesoul            | 1513               | Madrid                 | 1573           | Ambassadeur et conseiller de Charles Quint                 |
| Pierre Joseph de Beauchamp    | Vesoul            | 1752               | Nice                   | 1801           | Diplomate et astronome                                     |
| Joseph de Villeneuve-Bargemon | Bargemon          | 1782               | Château de Bois-le-Roi | 1869           | Haut-fonctionnaire, préfet à la préfecture de Vesoul       |
| Amédée Thierry                | Blois             | 1797               | Paris                  | 1873           | Journaliste et historien, préfet à la préfecture de Vesoul |
| Alfred de Jancigny            | Mirecourt         | 1824               | Évreux                 | 1892           | Haut-fonctionnaire, préfet à la préfecture de Vesoul       |
| Anselme Pétetin               | Morzine           | 1807               | Lyon                   | 1873           | Haut-fonctionnaire, préfet à la préfecture de Vesoul       |
| Hippolyte Dieu                | Hartennes         | 1812               | Paris                  | 1887           | Haut-fonctionnaire, préfet à la préfecture de Vesoul       |
| Éric Freysselinard            | Neuilly-sur-Seine | 1961               |                        |                | Haut-fonctionnaire, préfet à la préfecture de Vesoul       |
| Arnaud Cochet                 | Dinan             | 1959               |                        |                | Haut-fonctionnaire, préfet à la préfecture de Vesoul       |

### Familles
| Nom                        | Lieu de naissance | Année de naissance | Lieu de décès | Année de décès | Statut, fonction                                      |
| -------------------------- | ----------------- | ------------------ | ------------- | -------------- | ----------------------------------------------------- |
| Famille Galmiche (Bouvier) |                   |                    |               |                | Famille de militaires et savants originaire de Vesoul |
| Famille de Vesoul          |                   |                    |               |                | Famille de la noblesse locale                         |
| Famille de Faucogney       |                   |                    |               |                | Famille de la noblesse franc-comtoise                 |
| Famille Dodelier           |                   |                    |               |                | Famille d'artistes et de militaires                   |

### Autres
| Nom                                  | Lieu de naissance | Année de naissance | Lieu de décès | Année de décès | Statut, fonction               |
| ------------------------------------ | ----------------- | ------------------ | ------------- | -------------- | ------------------------------ |
| Thibaut Jacquinot                    | Vesoul            |                    |               |                | Recordman du speedcubing.      |
| Adrien Thomassin                     | Vesoul            | 1556               | Dole          | 1631           | Juriste                        |
| Benoît Georges Raillard de Granvelle | Vesoul            | 1746               | Vesoul        | 1826           | Magistrat, maître des requêtes |

## Citoyens d'honneur de la ville de Vesoul
De par leurs actes qui ont permis d'honorer la ville de Vesoul, quelques personnalités ont reçu le titre honorifique de Citoyen d'honneur de la ville de Vesoul : 
- 11 novembre 1945 : Commandant Michel PICHARD, délégué national au bureau des opérations aériennes à Londres, envoyé en mission parachutée en février 1943 en Haute-Saône pour organiser la région « D », 1er officier français arrivé d’Angleterre en France, décoré par le Général de Gaulle, de la Croix de la Libération
- 7 avril 1951 : Édouard BELIN (par délibération du conseil municipal du 04/04/1951) lors de l’inauguration de la 1ère Foire-exposition de Vesoul
- 5 décembre 1983 : Albert DECARIS, lors de l’inauguration de l’exposition d’aquarelles, de gravures et de timbres qui lui était dédiée.
- 12 septembre1992 : Lucie et Raymond AUBRAC (par délibération du conseil municipal du 24/09/1992)
- 12 septembre 1994 : Jean CLERC et Jean REUCHET
- 23 janvier 1997 : Stéphane PETERHANSEL (par délibération du conseil municipal du 03/03/1997)